# Takaho Itagaki
Takaho Itagaki (en japonais Itagaki Takaho ou Itagaki Takao 板垣 鷹穂 ; né le 15 octobre 1894, mort le 3 juillet 1966) est un universitaire et critique d’art japonais, pionnier des études sur la photographie et le cinéma.

## Biographie
Fils aîné d’un médecin de Tōkyō, il étudie l’allemand de façon intensive à partir du collège. Après un passage au premier lycée de Tōkyō, il entre en 1915 dans le département de philosophie de l’Université impériale de Tokyo et se spécialise en histoire de l’art occidental.
Il commence à enseigner comme lecteur à l’âge de 27 ans à l’Université impériale de Tokyo. Il enseigne par la suite dans de nombreuses universités. Spécialiste des nouveaux médias, il a beaucoup de mal à obtenir une chaire de professeur. Ce n’est qu’en 1959, à l’âge de 65 ans, qu’il est nommé professeur à l’université Waseda.
Son épouse est la critique littéraire Naoko Itagaki (1896-1977).

## Œuvres
Itagaki est l’auteur d’une quarantaine d’ouvrages portant sur l’art occidental et les nouveaux médias.
- 新カント派の歴史哲学 (La philosophie de l’histoire des néo-kantiens), Kaizōsha, 1922.
- 機械と芸術との交流 (Les échanges entre la machine et l’art), Iwanami shoten, 1929.
- フランスの近代画 (La peinture moderne en France), Iwanami shoten, 1929.
- 現代日本の芸術 (Les arts du Japon contemporain), Shinseisha, 1937.
- 写実 (Le réalisme), Konnichi no mondai sha, 1943.
- 建築国策と史的類型 (Politique architecturale et modèles historiques), Rokkō shuppanbu, 1944.
- 映画の世界像 (Portrait mondial du cinéma), Risōsha, 1949.
- 寺田寅彦 ( Torahiko Terada), Yūshindō, 1962.